# Robert Martwick

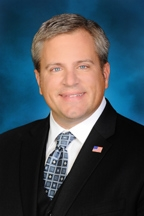
Robert Martwick

Robert F. Martwick (* 28. Februar 1966 in Chicago, Illinois) ist ein US-amerikanischer Politiker, Mitglied der Demokratischen Partei und Abgeordneter im Repräsentantenhaus des US-Bundesstaates Illinois. Sein Wahlbezirk befindet sich im Nordwesten von Chicago, inklusive einiger Vororte der Großstadt.
Nach einem Studium der Rechts- und Wirtschaftswissenschaften arbeitete der Amerikaner polnischer Herkunft mehrere Jahre als Staatsanwalt (Assistant State's Attorney) unter anderem in den Bereichen der häuslichen Gewalt und der Durchsetzung von Kindesunterhalt, bis er eine private Kanzlei eröffnete.
Seine politische Karriere begann als eine Art Gemeinderat (Trustee) verschiedener Vororte (Townships) von Chicago in den Jahren 1993 bis 2002. Seit Januar 2013 ist Martwick Abgeordneter, mittlerweile in seiner zweiten Amtszeit. Er setzt sich für gewählte Schulkomitees (Schoolboards) in Illinois ein und spricht sich unter anderem für Staatsinterventionismus, Reproduktionsmedizin und Investitionen in Bildung aus.
Robert F. Martwick ist römisch-katholisch, lebt im Chicagoer Vorort Norridge und ist verheiratet.